# Selamia numidica
Selamia numidica is een spinnensoort in de taxonomische indeling van de mierenjagers (Zodariidae).
Het dier behoort tot het geslacht Selamia. De wetenschappelijke naam van de soort werd voor het eerst geldig gepubliceerd in 2001 door Rudy Jocqué & Robert Bosmans.